# 포어포메른

포어포메른의 문장

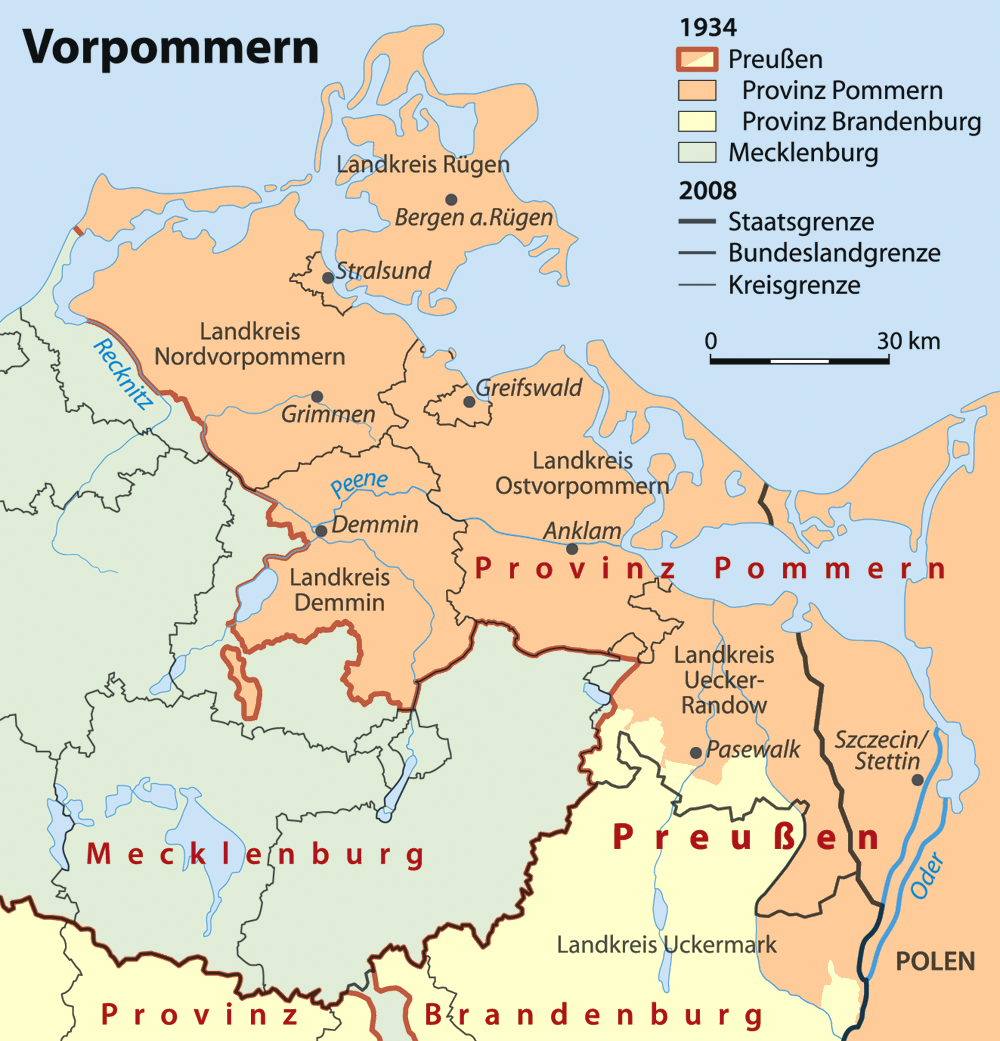
포어포메른의 위치. 흔히 오데르강이 나머지 포메라니아와 경계를 이룬다고 여겨졌다.

포어포메른(독일어: Vorpommern) 또는 서포메라니아는 포메라니아 서부에 위치한 역사적 지역이다. 현재의 독일 북동부에 위치하며 행정 구역상으로는 메클렌부르크포어포메른주에 속한다.
역사적으로 폴란드, 스웨덴, 프로이센과 밀접한 관계를 맺어왔던 곳이다. 북쪽으로는 발트해, 동쪽으로는 폴란드, 남쪽으로는 브란덴부르크주, 서쪽으로는 메클렌부르크 지방과 접한다.